# IC 1101
IC 1101 је елиптична галаксија у сазвјежђу Дјевица која се налази на листи објеката дубоког неба у Индекс каталогу.
Деклинација објекта је + 5° 44' 44" а ректасцензија 15h 10m 56,1s. Привидна величина (магнитуда) објекта IC 1101 износи 14,0 а фотографска магнитуда 15,0. IC 1101 је још познат и под ознакама UGC 9752, CGCG 49-23, PGC 54167.